# Куба-Таба
Куба́-Таба́ (кабард.-черк. Къуэбэ-Тэбэ) — село в Баксанском районе Кабардино-Балкарской Республики.
Образует муниципальное образование «сельское поселение Куба-Таба», как единственный населённый пункт в его составе.

## География
Селение расположено в северо-западной части Баксанского района, в долине реки Куркужин. Находится в 12 км к северо-западу от районного центра — Баксан и в 40 км от Нальчика. Вдоль южной части села проходит федеральная автотрасса «Кавказ» P-217.
Общая площадь территории сельского поселения составляет — 27,95 км2.
Граничит с землями населённых пунктов: Куба на севере, Псыхурей на северо-востоке, Псычох на юго-востоке, Исламей на юге, Нижний Куркужин на юго-западе и Малка на западе.
Населённый пункт находится в предгорной зоне республике. Рельеф местности представляет собой предгорные возвышенности, со средними высотами на территории села около 475 метров над уровнем моря. Высшей точкой является одноимённая гора Куба-Таба (672 м), расположенное к северо-западу от села.
Гидрографическая сеть представлена рекой Куркужин. К югу от села проходит Хатакумский канал, а на востоке канализированное русло реки Хатакум. 
Климат влажный умеренный, с тёплым летом и прохладной зимой. Среднегодовая температура воздуха составляет +9,5°С, и колеблется от средних +21,5°С в июле, до средних -3,0°С в январе. Среднегодовое количество осадков составляет около 750 мм. Большая часть осадков выпадет в период с апреля по июнь. К северо-западу от села находится противоградовый отряд.

## История
Село основано в 1924 году переселенцами из села Куба. Названием для нового села послужила гора Куба-Таба, возвышавшаяся к северо-западу от нового селения. 
Через год, в селе был создан колхоз и началось строительство первых сельскохозяйственных предприятий. В 1927 году в верхней части села были основаны птицеводческие участки.
В 1956 году Куба-Таба входивший в Кубинский сельсовет, был из него выделен в самостоятельный Куба-Табинский сельский Совет.
В 1968 году в селе был открыт СПТУ-3, где готовили пчеловодов со всего СССР и существовавший до 1991 года.
В 1992 году Куба-Табинский сельсовет был реорганизован и преобразован в Куба-Табинскую сельскую администрацию. В 2005 году Куба-Табинская сельская администрация была преобразована в муниципальное образование, со статусом сельского поселения.
В конце мая 2014 года нижняя часть села была затоплена рекой Куркужин, вышедшей из берегов после проливных дождей.

## Население
| 2002  | 2010  | 2012  | 2013  | 2014  | 2015  | 2016  |
| ----- | ----- | ----- | ----- | ----- | ----- | ----- |
| 3086  | ↘3068 | ↘3060 | ↘3035 | ↘3018 | ↗3020 | ↗3038 |
| 2017  | 2018  | 2019  | 2020  | 2021  | 2023  | 2024  |
| ↗3043 | ↘3026 | ↘3020 | ↗3042 | ↗3134 | ↗3161 | ↗3165 |
| 2025  |       |       |       |       |       |       |
| ↗3182 |       |       |       |       |       |       |

Плотность — 113.85 чел./км2.
За межпереписной период (с 2010 по 2021 год) население села увеличилось на 66 чел. (+ 2,15 %).
Национальный состав
По данным Всероссийской переписи населения 2021 года:
| Народ                | Численность, чел. | Доля от всего населения, % | Доля от указавших нац-ть, % |
| -------------------- | ----------------- | -------------------------- | --------------------------- |
| кабардинцы (черкесы) | 2970              | 94,77 %                    | 95,19 %                     |
| * кабардинцы         | 2926              | 93,36 %                    | 93,78 %                     |
| * черкесы            | 44                | 1,41 %                     | 1,41 %                      |
| персы                | 41                | 1,31 %                     | 1,31 %                      |
| русские              | 40                | 1,28 %                     | 1,28 %                      |
| курды                | 35                | 1,11 %                     | 1,12 %                      |
| другие               | 34                | 1,08 %                     | 1,09 %                      |
| нет / не указано     | 14                | 0,45 %                     | -                           |
| всего                | 3134              | 100 %                      | 100 %                       |

## Местное самоуправление
Администрация сельского поселения Куба-Таба — село Куба-Таба, ул. Советская, 3.
Структуру органов местного самоуправления сельского поселения составляют:
- Исполнительно-распорядительный орган — Местная администрация сельского поселения Куба-Таба. Состоит из 6 человек.
  - Глава администрации сельского поселения — Кясов Азамат Юрьевич (с 20 августа 2018 года).
- Представительный орган — Совет местного самоуправления сельского поселения Куба-Таба. Состоит из 9 депутатов, избираемых на 5 лет.
  - Председатель Совета местного самоуправления сельского поселения — Кясов Азамат Юрьевич.

## Образование
- МКОУ Средняя общеобразовательная школа № 1 — ул. Советская, 3 «а».
- МКОУ Средняя общеобразовательная школа № 2 — ул. Октябрьская, 1.
- МОУ Начальная школа Детский сад — ул. ОКтябрьская, б/н.

## Здравоохранение
- Участковая больница — ул. Советская, б/н.

## Культура
- МКУ Сельский Дом Культуры — ул. Советская, 3.

В селе 3 общественных организаций и 1 политическая партия. 

## Ислам
- Сельская мечеть — ул. Советская, 2.

## Экономика
В экономике сельского хозяйства, наиболее развиты земледелие, птицеводство и пчеловодство.
Наиболее бюджетообразующими предприятиями на территории сельского поселения являются:
- Птицезавод «Кубинский».
- Племпчелосовхоз «Кабардино-Балкарский».

## Улицы
На территории села зарегистрировано 28 улиц и 9 переулков:
Улицы
| Абазинская  |
| Багова      |
| Бгажнокова  |
| Берсирова   |
| Винова      |
| Депутатская |
| Западная    |
| Канкошева   |
| Кясова      |
| Набережная  |

| Надречная    |
| Октябрьская  |
| Парижская    |
| Пасичная     |
| Пионерская   |
| Пролетарская |
| Птичная      |
| Русская      |
| Садовая      |

| Советская                       |
| Степная                         |
| Тохтамышева                     |
| Убыхская                        |
| Ц/У ГППЗ Кубинский              |
| Центральная Усадьба Пчелосовхоз |
| Черкесская                      |
| Школьная                        |
| Эздекова                        |

Переулки
| Бесленеевский |
| Верхний       |
| Довольный     |

| Мамбетова  |
| Мусафарова |
| Нартоковой |

| Нижний    |
| Хамукова  |
| Цуриковых |

## Известные уроженцы
- Шхануков Анзор Мубинович — мусульманский учёный и общественно-религиозный деятель.